# Cemitério Lazarevskoe

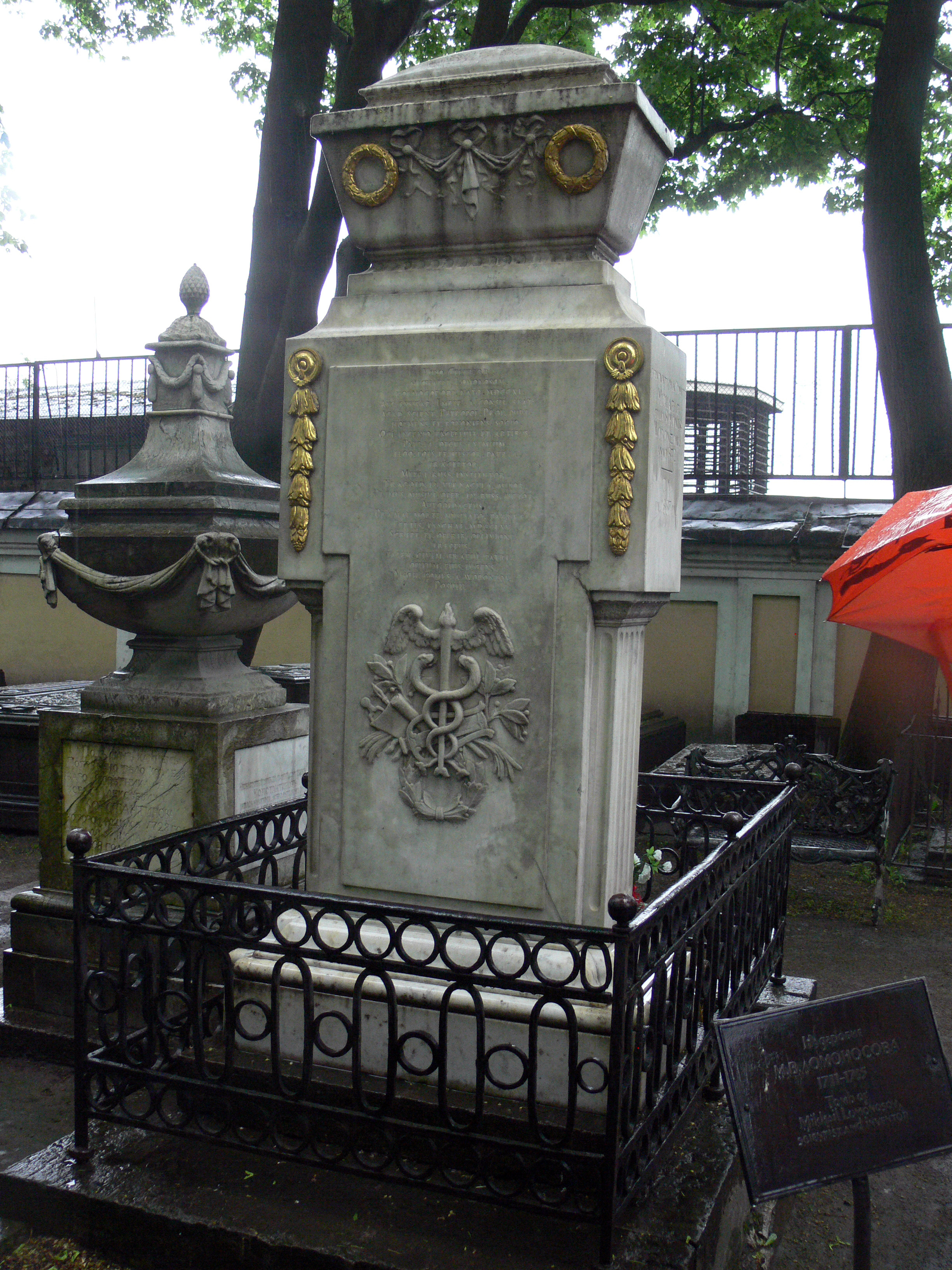
Sepultura de Mikhail Lomonossov

Cemitério Lazarevskoe (em russo:  Лазаревское кладбище) é um cemitério no Mosteiro Alexandre Nevsky em São Petersburgo, Rússia. Sua história começa em 1717. Numerosas personalidades das classes altas de São Petersburgo e do Império Russo estão enterradas neste cemitério. Nele estão os túmulos dos funcionários dos czares, altos funcionários públicos, cientistas, poetas, arquitetos, engenheiros e famílias nobres. O Cemitério Lazarevskoe faz parte do Museu Estadual de Esculturas da cidade desde 1932.
Algumas lápides, esculturas sepulcrais, etc., de grande valor artístico são mantidas na Igreja da Anunciação do Monastério Alexandre Nevsky.

## Alguns sepultamentos
- Denis Fonvizin (poeta satírico e de comédia)
- Yakov Knyazhnin (poeta)
- Natalia Pushkina (mulher do poeta Alexandre Pushkin)
- Yuri Lisyansky (circunavegador)
- Mikhail Lomonossov (estudioso universal)
- Karl Ivanovitch Rossi (arquiteto)
- Boris Sheremetev (marechal)
- Ivan Starov (arquiteto)
- Leonhard Euler (matemático)
- Vasily Stasov (arquiteto)
- Serguei Witte (Primeiro Ministro)
- Ivan Betskoy (reformador escolar)
- Andrey Voronikhin (arquiteto, escultor e pintor)
- Giacomo Quarenghi (arquiteto e pintor italiano)
- Jean-François Thomas de Thomon (arquiteto francês)
- Feodossi Schtschedrin (escultor)
- Mikhail Kozlovsky (escultor)